# Молоканов, Константин Павлович
Константин Павлович Молоканов (17 апреля 1904 ― 1978) ― российский и советский учёный, рентгенолог, доктор медицинских наук, профессор, заведующий клиникой Института гигиены труда и профессиональных заболеваний АМН СССР (1961—1974), участник врач Великой Отечественной войны, член-корреспондент АМН СССР.

## Биография
Константин Павлович Молоканов родился 17 апреля 1904 года в селе Выкса Нижегородской губернии.
В 1925 году успешно завершил обучение в Астраханском государственном медицинском университете. На протяжении нескольких лет осуществлял медицинскую практику работая участковым врачом, хирургом, рентгенологом в городе Ярославле. С 1938 по 1946 годы служил в Красной армии, военный врач, участник Великой Отечественной войны, майор медицинской службы. С 1946 по 1974 годы руководитель рентгенологического отделения и одновременно с 1961 года заведующий клиникой Института гигиены труда и профессиональных заболеваний Академии медицинских наук СССР.
В 1951 году успешно защитил докторскую диссертацию, на тему: «Рентгенодиагностика силикоза и силикотуберкулёза». С 1956 года ему присвоено звание профессор. Является автором свыше 140 научных работ, среди них 10 монографий. Глубоко исследовал и изучал вопросы рентгенодиагностики профзаболеваний дыхательной системы и опорно-двигательного аппарата и интоксикаций. Первым кто внедрил комплексное исследование больных пневмокониозами. Анализировал и изучал закономерности течения различных форм пневмокониозов. В 1950 стал одним из авторов первой Советской классификации силикоза и классификаций пневмокониозов.
Активный участник медицинского сообщества. Являлся членом правления Всесоюзного научного общества рентгенологов и радиологов. С 1953 по 1974 годы был членом Центральной комиссии по борьбе с силикозом Академии наук СССР, с 1967 по 1974 годы являлся экспертом Всемирной организации здравоохранения по пневмокониозам.
Умер в 1978 году в Москве. Урна с прахом захоронена в колумбарии на Ваганьковском кладбище.

## Награды
- Орден Трудового Красного Знамени
- Медаль «За победу над Германией в Великой Отечественной войне 1941—1945 гг.»

## Научная деятельность
Труды, монографии:
- Молоканов К.П. Рентгенодиагностика силикоза, Москва, 1950;
- Молоканов К.П. Рентгенология профессиональных заболеваний и интоксикаций, Москва, 1961;
- Молоканов К.П. Реабилитация при пневмокониозах, Москва, 1977.